# Dufouria chalybeata
Dufouria chalybeata är en tvåvingeart som först beskrevs av Johann Wilhelm Meigen 1824.  Dufouria chalybeata ingår i släktet Dufouria och familjen parasitflugor. Arten är reproducerande i Sverige. Inga underarter finns listade i Catalogue of Life.